# Endiandra whitmorei
Endiandra whitmorei är en lagerväxtart som beskrevs av André Joseph Guillaume Henri Kostermans. Endiandra whitmorei ingår i släktet Endiandra och familjen lagerväxter. Inga underarter finns listade i Catalogue of Life.